# الحفيظ (أسماء الله الحسنى)
الحفيظ من أسماء الله الحسنى ، وكذلك اسم الحافظ ، ومعناه : الذي يحفظ على الخلق أعمالهم، ويحصي عليهم أقوالهم ويعلم نياتهم وما تكن صدورهم، والذي يحفظ أولياءه من الذنوب والشياطين .

## في القرآن الكريم
ورد اسم الحفيظ في القرآن مرتين، قال تعالى : ﴿فَإِنْ تَوَلَّوْا فَقَدْ أَبْلَغْتُكُمْ مَا أُرْسِلْتُ بِهِ إِلَيْكُمْ وَيَسْتَخْلِفُ رَبِّي قَوْمًا غَيْرَكُمْ وَلَا تَضُرُّونَهُ شَيْئًا إِنَّ رَبِّي عَلَى كُلِّ شَيْءٍ حَفِيظٌ ۝٥٧﴾ سورة هود:57 ، وقال ﴿وَرَبُّكَ عَلَى كُلِّ شَيْءٍ حَفِيظٌ﴾ سورة سبأ:21 ، بينما ورد الحافظ مرتين منها قوله : ﴿ فَاللَّهُ خَيْرٌ حَافِظًا وَهُوَ أَرْحَمُ الرَّاحِمِينَ﴾ سورة يوسف:64 ، ومرة بصيغة جمع المذكر السالم فقال :﴿إِنَّا نَحْنُ نَزَّلْنَا الذِّكْرَ وَإِنَّا لَهُ لَحَافِظُونَ﴾ سورة الحجر:9 .

## الأقوال في معناه
- قال الخطابي:[2] | الحفيظ (أسماء الله الحسنى) | الحفيظ : هو الحافظ , فعيل بمعنى فاعل , كالقدير والعليم , يحفظ السموات والأرض وما فيهما لتبقى مدة بقائها فلا تزول ولا تدثر , كقوله تعالى : ﴿وَلا يَؤُودُهُ حِفْظُهُمَا﴾ سورة البقرة:255 ، وقال : ﴿وَحِفْظاً مِنْ كُلِّ شَيْطَانٍ مَارِدٍ﴾ سورة الصافات:7 وقال تعالى: ﴿إِنَّ اللَّهَ يُمْسِكُ السَّمَاوَاتِ وَالْأَرْضَ أَنْ تَزُولَا وَلَئِنْ زَالَتَا إِنْ أَمْسَكَهُمَا مِنْ أَحَدٍ مِنْ بَعْدِهِ إِنَّهُ كَانَ حَلِيمًا غَفُورًا﴾ سورة فاطر:41 ، وهو - سبحانه - يحفظ عبده من المهالك ومن مصارع السوء كقوله تعالى: ﴿لَهُ مُعَقِّبَاتٌ مِنْ بَيْنِ يَدَيْهِ وَمِنْ خَلْفِهِ يَحْفَظُونَهُ مِنْ أَمْرِ اللَّهِ﴾ سورة الرعد:11 : أي بأمره، ويحفظ على الخلق أعمارهم ويُحصي عليهم أقوالهم ويحفظ أولياءه فيعصمهم عن مُواقَعَةِ الذنوب ويحرسهم من مكائد الشيطان ليسلموا من فتنته وشرِّه . | الحفيظ (أسماء الله الحسنى) |
- قال السعدي:[3] «الحفيظ الذي حفظ ما خلقه , وأحاط علمه بما أوجده , وحفظ أولياءه من وقوعهم في الذنوب والهلكات , ولطف بهم في الحركات والسكنات , وأحصى على العباد أعمالهم وجزاءها»

## معاني الاسم
ذكر السعدي  أن للحفيظ معنيان :
| الحفيظ (أسماء الله الحسنى) | 1. أنه قد حفظ على عباده ما عملوه من خير وشر وطاعة ومعصية، فإن علمه محيط بجميع أعمالهم ظاهرها وباطنها، وقد كتب ذلك في اللوح المحفوظ، ووكل بالعباد ملائكة كراماً كاتبين ﴿يَعْلَمُونَ مَا تَفْعَلُونَ ۝١٢﴾ سورة الانفطار:12 ، فهذا المعنى من حفظه يقتضي إحاطة علم الله بأحوال العباد كلها ظاهرها وباطنها وكتابتها في اللوح المحفوظ وفي الصحف التي في أيدي الملائكة، وعلمه بمقاديرها، وكمالها ونقصها، ومقادير جزائها في الثواب والعقاب ثم مجازاته عليها بفضله وعدله. 2. أن الله الحافظ لعباده من جميع ما يكرهون، وحفظه لخلقه نوعان عام وخاص : - العام : حفظه لجميع المخلوقات بتيسيره لها ما يقيتها ويحفظ بنيتها وتمشي إلى هدايته وإلى مصالحها بإرشاده وهدايته العامة التي قال عنها : ﴿قَالَ رَبُّنَا الَّذِي أَعْطَى كُلَّ شَيْءٍ خَلْقَهُ ثُمَّ هَدَى ۝٥٠﴾ سورة طه:50 أي هدى كل مخلوق إلى ما قدر له وقضى له من ضروراته وحاجاته، كالهداية للمأكل والمشرب والمنكح، والسعي في أسباب ذلك، وكدفعه عنهم أصناف المكاره والمضار، وهذا يشترك فيه البر والفاجر بل الحيوانات وغيرها، فهو الذي يحفظ السماوات والأرض أن تزولا، ويحفظ الخلائق بنعمه، وقد وكَّل بالآدمي حفظةً من الملائكة الكرام يحفظونه من أمر الله، أي يدفعون عنه كل ما يضره مما هو بصدد أن يضره لولا حفظ الله. - والخاص : حفظه الخاص لأوليائه سوى ما تقدم، يحفظهم عما يضر إيمانهم أو يزلزل إيقانهم من الشبه والفتن والشهوات، فيعافيهم منها ويخرجهم منها بسلامة وحفظ وعافية، ويحفظهم من أعدائهم من الجن والإنس، فينصرهم عليهم ويدفع عنهم كيدهم، قال الله :﴿إِنَّ اللَّهَ يُدَافِعُ عَنِ الَّذِينَ آمَنُوا إِنَّ اللَّهَ لَا يُحِبُّ كُلَّ خَوَّانٍ كَفُورٍ ۝٣٨﴾ سورة الحج:38 وهذا عام في دفع جميع ما يضرهم في دينهم ودنياهم، فعلى حسب ما عند العبد من الإيمان تكون مدافعة الله عنه بلطفه، وفي الحديث : «أحفظ الله يحفظك» أي احفظ أوامره بالامتثال، ونواهيه بالاجتناب، وحدوده بعدم تعدِّيها، يحفظك في نفسك، ودينك، ومالك، وولدك، وفي جميع ما آتاك الله من فضله. | الحفيظ (أسماء الله الحسنى) |